# ビスコ (ゲーム会社)
株式会社ビスコ（VISCO CORPORATION）は、京都市中京区に本社を置くゲーム会社である。代表者は秋山哲雄、資本金1億9千4百万円、年商約30億円。
平成18年（2006年）までは、東京都豊島区要町に営業所を置いていた。（2024年現在、この場所には富山産業株式会社がある）。

## 概要
1982年に設立したビデオシステム京都が1983年8月8日に法人化し、現在のビスコ（VISCO）となった。アーケードゲームにおいて、営業力の乏しいメーカーの作品をパブリッシャーとして販売していたほか、ビスコが中心になってセタ・サミー・ビスコ共同開発のSSV基板を開発し、技術力はあるが資金が乏しく営業力を持たないセタ、資金はあるが長らくゲーム開発のノウハウを持たないサミーを牽引する形でタッグを組んでいた。このタッグはセタがアルゼ傘下に入り、サミーがセガと経営統合したことで消滅した。
1999年5月6日、かねてよりシステム基板の不良在庫が経営を圧迫していたことに加え、取引先の丸石産業が不渡りを出した事で京都地方裁判所に和議を申請した。
その後も事業を継続したが、2005年のクラウンマジック チェリーラッシュを最後に新作の発表が途絶えている。

## 主なタイトル

### アーケード
- パニックロード(1986年)　※販売：タイトー
- 飛鳥&飛鳥（1989年） ※販売：タイトー
- メイズオブフロット(1989年)　※販売：タイトー
- 阿修羅ブラスター(1990年)　※販売：タイトー
- ドリフトアウトシリーズ（1991年 - ）
- ブロックカーニバル（1992年）
- アンドロデュノス（1992年）
- ガルメデス（1992年）
- アースジョーカー（1993年）
- KIRAKIRA五目ならべ 連珠貴族（1994年）
- 古今東西干支物語（1994年）
- GOAL!GOAL!GOAL!（1995年）
- スーパーリアル花札 恋々しましょシリーズ（1995年 - ）
- ストーム・ブレード（1996年）
- ラブリーポップ麻雀 雀々しましょシリーズ（1996年 - ）
- ブレイカーズシリーズ（1996年 - ）（ネオジオ）
- モンスタースライダー（1997年）
- パズルdeポン!（1997年）
- 清水市代女流四冠王監修 女流将棋教室（1997年）
- プレートメモリー（1998年）※プリクラ系
- グルメバトルクイズ 料理王（1998年）
- キャプテン・トマディ（1999年）
- 婆裟羅シリーズ
  - 婆裟羅（2000年）
  - 婆裟羅2（2001年）
- 華縛り（2001年）
- クラウンマジックシリーズ
  - クラウンマジック（2002年）
  - クラウンマジック チェリーラッシュ（2005年）

### コンシューマ
- ドリフトアウト（1996年）（ネオジオCD）
- 雀じゃん恋しましょ（1998年）（PlayStation / セガサターン）
- エランシリーズ（1999年）（PlayStation）
- 雀々しましょ（2000年）（PlayStation）
- 恋こいしましょ（2000年）（PlayStation）
- バスラッシュシリーズ（2000年）（NINTENDO 64 / ドリームキャスト（『～ドリーム』））

## 関連企業
- ビデオシステム - 同社から独立する形で設立したゲーム会社